# فريدريك ك. س. برايس
فريدريك ك. س. برايس (بالإنجليزية: Frederick K. C. Price)‏ هو قائد ديني أمريكي، ولد في 3 يناير 1932 في سانتا مونيكا في الولايات المتحدة.

## وصلات خارجية
- فريدريك ك. س. برايس على موقع IMDb (الإنجليزية)
- فريدريك ك. س. برايس على موقع إن إن دي بي (الإنجليزية)